# Pavel Hasenkopf
Pavel Hasenkopf (* 2. září 1970 Praha) je český právník, od roku 2009 byl poradcem prezidenta Václava Klause.

## Život
V roce 1994 vystudoval Právnickou fakultu Univerzity Karlovy. Mezi lety 1994 a 1999 pracoval v mezinárodněprávním odboru Ministerstva zahraničních věcí, poté v legislativním odboru Kanceláře Poslanecké sněmovny. Od roku 2003 pracoval pro prezidenta Václava Klause v odboru legislativy a práva KPR a později jako poradce v legislativním odboru. Kromě toho v roce 2010 chvíli působil jako advokátní koncipient v advokátní kanceláři Mgr. Kláry Sovové v Praze a v roce 2011 v advokátní kanceláři Mašek, Kočí, Aujezdský. Po odchodu ze služeb českého prezidenta chvíli pracoval u advokáta Václava Lásky, poté u pražské advokátky Mgr. Ing. Ivany Spoustové. V květnu 2015 byl ze seznamu advokátních koncipientů vyškrtnut.
Odborně se zabývá především právem ústavním a mezinárodním. Názorově patří k pravicovým libertariánům, je skeptický k myšlence hlubší evropské integrace a staví se kriticky mj. k rozhodovací praxi českého Ústavního soudu.

### Amnestie Václava Klause
Podle Lidových novin byl Hasenkopf, kromě Ladislava Jakla a bývalého poslance ČSSD Zdeňka Koudelky, jedním z autorů amnestie prezidenta Klause z ledna 2013. Ladislav Jakl uvedenou informaci popřel. Podle Pavla Hasenkopfa se on sám sice na přípravě amnestie podílel, ale jeho návrh nebyl vybrán. Výsledný text amnestie je podle Hasenkopfa kompilátem z několika různých návrhů včetně jeho vlastního. Skutečného autora amnestie prezident Klaus tají.
V dubnu 2013 označil prezidentský kancléř Vratislav Mynář Hasenkopfa, spolu s Ladislavem Jaklem a bývalým tiskovým mluvčím Václava Klause Petrem Hájkem za spoluautora Klausovy amnestie. Prezident Miloš Zeman pak označil Hasenkopfa za autora kontroverzního aboličního článku, na jehož základě byla zastavena stíhání trvající déle než osm let. Brzy po tomto obvinění byl Hasenkopf ze služeb Hradu propuštěn. V listopadu 2013 podal Hasenkopf žalobu na ochranu osobnosti na prezidentskou kancelář, Zemana i Mynáře, kromě „uvedení věci na pravou míru“ žádal od všech žalovaných celkem 1 milion Kč. V srpnu 2014 však před pražským městským soudem sporné strany uzavřely smír, jehož obsahem bylo společné vyjádření, podle nějž Hasenkopf nebyl jedním z „pravých otců” amnestie, vypracoval její návrh, který ale nebyl ze strany zaměstnavatele přijat a konečnou verzi amnestie proto nemohl ovlivnit. Kancléř Mynář nicméně hned druhý den na mimořádném tiskovém brífinku prohlásil, že prezident republiky žádnou chybu neuznal a že trvá na tom, že Hasenkopf se na přípravě amnestie podílel. Ten na to reagoval prohlášením, že podá na Mynáře trestní oznámení pro pomluvu, neboť uzavřený smír již nejde v tomto případě zrušit.

### Kauza rodiny Michalákových
Angažuje se aktivně jako právník v případě odebraných dětí rodině Michalákovým norským sociálním úřadem Barnevern.